# 哈腾布拉格苏木
哈腾布拉格或哈丹布拉克是蒙古国西南东戈壁省的一个苏木，与中华人民共和国内蒙古自治区包头市达尔罕茂明安联合旗接壤。2009年人口2985，面积18669.37平方公里。